# Chinasat 22
O Chinasat 22, também conhecido por Fenghuo 1A (FH-1A) e Zhongxing 22 (ZX-22), foi um satélite de comunicação geoestacionário chinês construído pela China Academy of Space Technology (CAST). Ele esteve localizado na posição orbital de 98 graus de longitude leste e era operado pelo Exército de Libertação Popular. O satélite foi baseado na plataforma DFH-3 bus e sua expectativa de vida útil era de 8 anos.

## Lançamento
O satélite foi lançado com sucesso ao espaço no dia 25 de janeiro de 2000, às 16:45 UTC, por meio de um veiculo Longa Marcha 3A a partir do Centro Espacial de Xichang, na China. Ele tinha uma massa de lançamento de 2 310 kg.

## Capacidade e cobertura
O Chinasat 22 era equipado com transponders nas bandas C e UHF para fornecer comunicação militar para a China.